# Prudhoe Castle
Prudhoe Castle er ruinen af en middelalderborg, der ligger på sydbredden af floden Tyne ved Prudhoe, Northumberland, England.
Arkæologiske udgravninger har vist at den først borg på stedet har været en træfæstningfra midten af 1000-tallet. Efter den normanniske erobring af England fik Umfraville-familien opført en stenborg.
Det er en listed building af første grad og et Scheduled Ancient Monument.